# Штадум
Штадум (нім. Stadum) — громада в Німеччині, розташована в землі Шлезвіг-Гольштейн. Входить до складу району Північна Фризія. Складова частина об'єднання громад Зюдтондерн.
Площа — 19,74 км2. Населення становить 966 ос. (станом на 31 грудня 2020).